# Streblosa deliensis
Streblosa deliensis är en måreväxtart som beskrevs av Cornelis Eliza Bertus Bremekamp. Streblosa deliensis ingår i släktet Streblosa och familjen måreväxter. Inga underarter finns listade i Catalogue of Life.